# Tarenna helferi
Tarenna helferi là một loài thực vật có hoa trong họ Thiến thảo. Loài này được (Kurz) N.P.Balakr. miêu tả khoa học đầu tiên năm 1980.